# Asterostroma laxum
Asterostroma laxum Bres. – gatunek grzybów z rodziny powłocznicowatych (Peniophoraceae).

## Systematyka i nazewnictwo
Pozycja w klasyfikacji według Index Fungorum: Asterostroma, Peniophoraceae, Russulales, Incertae sedis, Agaricomycetes, Agaricomycotina, Basidiomycota, Fungii.
Po raz pierwszy takson ten opisał w 1920 r. Giacomo Bresàdola w Szwecji.

## Morfologia
Bazydiokarp
Rozpostarty, przylegający i nieco dający się oddzielić od podłoża, w stanie świeżym miękki, błonkowaty, po wyschnięciu kruchy, o grubości do 1 mm. Hymenofor ciągły. gładki, kremowy do bardzo jasnobrązowego lub jasnożółtobrązowy. Kontekst miękki, filcowany, ciemniejszy niż powierzchnia hymenium, ochrowobrązowy. Subikulum skąpe lub niewyraźne, zbudowane z kilku strzępek biegnących równolegle do podłoża. Brzeg ostro się kończący lub stopniowo przerzedzający, strzępiasty. Ryzomorfy powszechne w subikulum, na krawędzi i pęknięciach podłoża o grubości do 0,3 mm, o powierzchni drobno chropowatej lub owłosionej, czasami płasko rozpostarte, ochrowo-brązowe.
Cechy mikroskopowe
System strzępkowy dimityczny z asterohyfidami; strzępki generatywne o średnicy 2–4 (5) µm, wyraźne, z prostymi przegrodami, cienkościenne, szkliste. Ryzomorfy zbudowane ze strzępek o szerokości do 10 (15) µm, otoczone równolegle ułożonymi strzępkami o średnicy 2–4 µm z prostymi przegrodami, prawie cienkościennymi, niemal szklistymi, a ich najbardziej zewnętrzna warstwa zbudowana jest ze zwartych asterohyfid o średnicy 20–50 µm. Gleocystydy 40–70×5–10 µm, mniej lub bardziej wrzecionowate, lekko napęczniałe, zwężające się ku wierzchołkiem, cienkościenne, szkliste, często z palczastym wierzchołkiem. W kontekście asterohyfiy o szerokości 25–60 (70) µm, liczne, stopniowo zmniejszające się w kierunku hymenium, kilka razy rozgałęziające się di- lub trichotomicznie i zwężające się w grubościenne, ochrowe szczeciny 13–40 × 2–4 (5) µm.
Podstawki 40–50 × 7,5–9 (9,5) µm, niemal cylindryczne, lekko brzuchate, lekko zwężające się ku wierzchołkom i ku podstawie, szkliste z 4 sterygmami o długości do 6 µm. Bazydiospory półkuliste, 6–8×5,7–7,3 µm, Q = 0,9–1,12, gładkie, cienkościenne, szkliste, amyloidalne.

## Występowanie i siedlisko
Asterostroma laxum występuje w Ameryce Północnej Środkowej, Europie i Azji. W Polsce jego stanowisko podał Dariusz Karasiński w 2016 r.